# Petit Tolzac
Der Petit Tolzac (auch: Tolzac de Verteuil) ist ein Fluss in Frankreich, der im Département Lot-et-Garonne in der Region Nouvelle-Aquitaine verläuft. Er entspringt im Gemeindegebiet von Saint-Maurice-de-Lestapel, entwässert generell in südwestlicher Richtung und mündet nach rund 28 Kilometern an der Gemeindegrenze von Varès und Verteuil-d’Agenais  als rechter Nebenfluss in den Tolzac.

## Orte am Fluss
- Verteuil-d’Agenais

## Sehenswürdigkeiten
- Château de Roquepiquet, Schloss aus dem 17. Jahrhundert am Flussufer im Gemeindegebiet von Verteuil-d’Agenais – Monument historique[4]